# 長田渚左
長田 渚左（おさだ なぎさ、1956年3月23日 - ）は、日本のノンフィクション作家である。日本ペンクラブ会員、日本スポーツ学会代表理事、早稲田大学・立教大学講師、淑徳大学特命教授。

## 来歴・人物
東京都杉並区出身。桐朋学園大学演劇専攻科卒。1978年、ミス・インターナショナル東京都代表。最初は政治家か俳優を目指していたという。
1985年から1994年まで長らくフジテレビ系『FNNスーパータイム』でスポーツキャスターを務めた。
2006年よりスポーツフリーペーパー『スポーツゴジラ』編集長。
競馬が好きで、1980年頃に初めて会った競走馬がハツシバオーの母馬のハツイチコで、それ以来サラブレッド好きになったと話している。

## 出演

### テレビ
報道番組
| 期間         | 期間          | 番組名                            | 役職               | 担当日     |
| ------------ | ------------- | --------------------------------- | ------------------ | ---------- |
| 1982年4月5日 | 1983年3月31日 | 6時です!4チャンネル（日本テレビ） | スポーツキャスター | 平日       |
| 1985年4月1日 | 1994年3月30日 | FNNスーパータイム（フジテレビ）   | スポーツキャスター | 月～水曜日 |

報道番組以外
- 週刊ブックレビュー（NHK-BS2） - 司会
- 必殺仕事人（朝日放送：1979年） - 第23話「渡る世間は鬼ばかりか?」お滝役
- 快傑熟女!心配ご無用（TBS） - パネラー（不定期）
- 金曜女のドラマスペシャル「気がつけば騎手の女房」（フジテレビ）
- マイスポーツ（TBS）
- 土曜競馬中継（テレビ東京）

### ラジオ
- FMホットライン（NHK-FM放送）

### CM
- 花王「バブ」（1986年）

## 著作
- 『おまえは、風か』角川書店、1986　のち文庫化
- 『狼はまだ、夢の中 挑戦者たちの肖像』光文社 1989
- 『欲望という名の女優 太地喜和子』角川書店、1993　のち文庫化
- 『フェロモンな男たち 長田渚左のトークフェスタ』アリアドネ企画 発売：三修社 1995
- 『いつ産むか』ネスコ 1998
- 『こんな凄い奴がいた』ベースボール・マガジン社 2000　のち文春文庫
- 『幸せの見つけかた 30代OLバイブル』文春ネスコ 2002
- 『「北島康介」プロジェクト』文藝春秋 2004　『「北島康介」プロジェクト2008』文庫
- 『スポーツで育てる 浜口平吾+浜口京子山本郁栄+山本美憂+山本聖子高橋正+高橋みゆき』ベースボール・マガジン社 2004
- 『復活の力 絶望を栄光にかえたアスリート』新潮新書 2010
- 『桜色の魂 チャスラフスカはなぜ日本人を50年も愛したのか』集英社 2014
- 『勝利の神髄1928-2016』プレジデント社, 2020.1

共著
- 『スポーツのできる子どもは勉強もできる』深代千之著 幻冬舎新書 2012